# Pelophylax lessonae
Pelophylax lessonae là một loài ếch châu Âu. Nó là một trong bốn loài. Nó là một trong bốn loài lưỡng cư được công nhận bởi chính phủ Vương quốc Anh bảo vệ theo Kế hoạch hành động đa dạng sinh học. Những lý do dân số của chúng từ sự xâm lấn, khiến giảm môi trường sống ao của và cũng như ô nhiễm không khí dẫn đến quá trình nitrat hóa của nước ao.